# セアファウス地下鉄
セアファウス地下鉄（セアファウスちかてつ、U-Bahn Serfaus）は、オーストリアのチロル州ランデック郡セアファウスで運行されている地下鉄。空気浮上式ケーブルカー方式の無人運転で、空気浮上式鉄道としては世界で最も高所に位置する。
旧称は「ドルフバーン・セアファウス」(Dorfbahn Serfaus) で、日本語では「セアファウス村鉄道」の意。運行会社はザイルバーン・コンパーデル社 (Seilbahn Komperdell GmbH)。

## 解説
当路線は、セアファウスの中心部を通る道路「ドルフバーン通り」(Dorfbahnstraße) の直下を通っており、村東端で大型駐車場があるパークプラッツ駅 (Parkplatz) と、村西端にあるスキー場ゴンドラリフト乗り場前のザイルバーン駅 (Seilbahn) 間の延長1,280 mを結んでいる。7:45 - 18:45の時間帯に運行されており、所要時間は9分から11分である。当路線が運行していることにより、セアファウス中心部は自動車制限区域となっている。
中間駅として、キルヒェ駅 (Kirche) とツェントルム駅 (Zentrum) の2駅があるが、単線路線のため、乗客が多い方向（朝はザイルバーン方面、午後はパークプラッツ方面）のみこれらの2駅が利用できる。
トンネルは幅3 m、高さ3.3 mとなっている。走行方式は空気浮上式ケーブルカーで、40 km/hの速度で走行できる。列車は3両編成で、1編成の定員は最大440人、1時間あたり3,000人の乗客を輸送可能。毎年平均しておよそ150万人が乗車している。

## 歴史
セアファウスは、近隣自治体のフィス (Fiss) およびラディス (Ladis) にまたがる一大スキーリゾートのある村であり、シーズン中に村を訪れる多数のスキーヤーのため、地元住民の生活に影響が出るようになっていた。村内道路の渋滞に苦慮していた村は、1970年にドルフバーン通りを一般車通行禁止とし、村外からの訪問者はシャトルバスで村内を移動することとなった。しかしそのシャトルバスも、やがて多数のスキー客をさばき切れなくなっていた。1983年12月にセアファウス村議会で空気浮上式鉄道の建設案が可決され、ほどなくして工事が開始された。当路線は1985年12月14日に運行を開始し、翌1986年1月16日に正式開業した。
2017年春より当路線のリニューアル工事が行われ、パークプラッツ駅とザイルバーン駅は改装され、中間駅のキルヒェ駅とツェントルム駅が新たに設置された。また電気設備が更新されたのに加え、車両も新型と入れ替えられた。2018年 - 2019年シーズンからは、各駅がバリアフリーに対応し、ベビーカーで出入口を通れるようになった。

## 事故
2019年9月4日午後に電気系統で地絡が発生し、列車が自動的に緊急停止する事故があり、一部の乗客が転倒して13名が軽傷を負った。

## 駅一覧
| 駅名                       | 距離 (km) | 備考             |
| -------------------------- | --------- | ---------------- |
| パークプラッツ (Parkplatz) | 0.0       | 駐車場           |
| キルヒェ (Kirche)          | 0.5       | 教会             |
| ツェントルム (Zentrum)     | 0.7       | 村中心部         |
| ザイルバーン (Seilbahn)    | 1.3       | ゴンドラリフト駅 |

## ギャラリー
- トンネル終端部
- パークプラッツ駅
- ザイルバーン駅ホーム
- 車両内部
- 走行の様子（動画）